# أودو بيرنبوم
أودو بيرنبوم (بالألمانية: Udo Birnbaum)‏ هو رياضي خماسي نمساوي، ولد في 8 فبراير 1937 في النمسا السفلى في النمسا.

## وصلات خارجية
- أودو بيرنبوم على موقع اللجنة الأولمبية الدولية (الإنجليزية)
- أودو بيرنبوم على موقع أوليمبيديا (الإنجليزية)